# لوسيانو نارسينغ
لوسيانو نارسينغ (بالهولندية: Luciano Narsingh) (مواليد 13 سبتمبر 1990 في أمستردام، هولندا) لاعب كرة قدم هولندي ذو أصول سورينامية هندية يجيد اللعب في مركز الجناح والوسط المهاجم ويلعب حاليا في نادي هيرينفين الهولندي منذ 2006.

## مسيرته الكروية
لعب لوسيانو نارسينغ خلال مسيرته الاحترافية مع 4 أندية في ثلاثة عشر موسمًا وسجل خلالها 37 هدفًا ضمن 225 مباراة. حيث فاز في موسم واحد بالكأس وفي موسمين بالدوري.
خاض لوسيانو نارسينغ مسيرته مع نادي هيرنفين في موسم 2008–09 ليلعب معه أربعة مواسم، مشاركًا في 62 مباراة سجل خلالها 13 هدفًا. ثم انتقل إلى نادي آيندهوفن في موسم 2012–13 ليلعب معه خمسة مواسم، حيث شارك في 115 مباراة سجل خلالها 21 هدفًا. لينتقل بعدها إلى نادي سوانزي سيتي في موسم 2016–17 واستمر معه طيلة ثلاثة مواسم، مشاركًا في 33 مباراة سجل خلالها هدفًا واحدًا. ثم انتقل إلى نادي فاينورد في موسم 2019–20 لمدة موسم واحد، مشاركًا في 15 مباراة سجل خلالها هدفين.

## روابط خارجية
- لوسيانو نارسينغ على موقع الاتحاد الدولي (مؤرشف)  (الإنجليزية)
- لوسيانو نارسينغ على موقع الاتحاد الأوربي (الإنجليزية)
- لوسيانو نارسينغ على موقع قاعدة بيانات كرة القدم.إي يو (الإنجليزية)
- لوسيانو نارسينغ على موقع ليكيب (الفرنسية)
- لوسيانو نارسينغ على موقع ناشيونال فوتبول تيمز (الإنجليزية)
- لوسيانو نارسينغ على موقع Soccerbase.com (لاعب) (الإنجليزية)
- لوسيانو نارسينغ على موقع Soccerway.com (الإنجليزية)
- لوسيانو نارسينغ على موقع عالم كرة القدم.نت (الإنجليزية)
- لوسيانو نارسينغ على موقع AS.com (الإسبانية)